# Ty Burrell
Tyler Gerald "Ty" Burrell (Grants Pass, Oregon, 22 d'agost de 1967) és un actor estatunidenc de cinema i televisió.

## Biografia
Va néixer el 22 d'agost de 1967 a Grants Pass (Oregon) i va créixer a Applegate. Va anar a l'Institut Hidden Valley, on va jugar al futbol americà i va ser linier en els Hidden Valley Mustangs, ia la Universitat del Sud d'Oregon, on es va graduar en arts teatrals el 1993.
El seu debut cinematogràfic va tenir lloc el 2001, quan va realitzar un petit paper en la pel·lícula Evolution, mentre que a la televisió s'estrenaria aquest mateix any com a convidat en l'episodi «The Women of Qumar» de la sèrie The West Wing. Des de llavors, ha aparegut en diverses pel·lícules, telefilms i sèries de televisió.
En 2009 va passar a formar part del repartiment principal de Modern Family interpretant el paper de Phil Dunphy, pel qual va rebre una nominació als premis Primetime Emmy com a millor actor de repartiment en sèrie de comèdia. Posteriorment va ser premiat en les edicions de 2011 i 2014. Va ser considerat un dels millors actors de comèdia de la dècada per la seva actuació a Modern Family.

## Filmografia

### Cinema
- Evolució (Evolution) (2001) - Coronel Flemming
- Black Hawk Down (2001) - Wilkinson
- Dawn of the Dead (2004) - Steve
- In Good Company (2004) - Enrique Colon
- Down in the Valley (2005) - Xèrif/Cowboy
- Friends with Money (2006) - Aaron
- The Darwin Awards (2006) - Emile
- Fur (2006) - Allan Arbus
- National Treasure: Book of Secrets (2007) - Connor
- L'increïble Hulk (The Incredible Hulk) (2008) - Leonard
- Fulles d'herba (Leaves of Grass) (2009) - Professor Sorenson
- Gamechangers Ep. 1: The Rant Writer (2010)
- Fair Game (2010) - Fred
- Morning Glory (2010) - Paul McVee
- Butter (2011) - Bob Pickler
- Goats (2011) - Frank
- Muppets Most Wanted (2014) - Jean Pierre Napoleon
- Mr. Peabody & Sherman (2014) - Peabody
- Under the dome (2014)- Sam
- Finding Dory (2015) - Bailey
- Storks (2016) - Mr. Henry Gardner -
- Rough Night (2017) - Pietro

### Televisió
- Law & Order (2 episodis, 2000 i 2003) - Herman Capshaw i Paul Donatelli
- The West Wing (1 episodi, 2001) - Tom Starks
- Law & Order: Special Victims Unit (1 episodi, 2002) - Alan Messinger
- Out of Practice (21 episodis, 2005-2006) - Dr. Oliver Barnes
- Lipshitz Saves the World (2007) - home de vermell
- Back to You (17 episodis, 2007-2008) - Gary Crezyzewski
- Fourplay (2008) - Christopher
- Damages (1 episodi, 2009) - Douglas Schiff
- Modern Family (2009-2020) - Phil Dunphy
- Glenn Martin DDS (1 episodi, veu, 2010)
- The Super Hero Squad Show (2 episodis, 2010) - Capità Marvel (veu)
- Key and Peele (1 episodi, 2015) - Militar alemany
- Boondoggle (6 episodis, 2016)
- Family Guy (1 episodi, 2017)

## Premis i nominacions
Premis Emmy
| Any  | Categoria                                                | Sèrie         | Resultats |
| ---- | -------------------------------------------------------- | ------------- | --------- |
| 2010 | Primetime Emmy al millor actor secundari en sèrie còmica | Modern Family | Nominat   |
| 2011 | Primetime Emmy al millor actor secundari en sèrie còmica | Modern Family | Guanyador |
| 2012 | Primetime Emmy al millor actor secundari en sèrie còmica | Modern Family | Nominat   |
| 2013 | Primetime Emmy al millor actor secundari en sèrie còmica | Modern Family | Nominat   |
| 2014 | Primetime Emmy al millor actor secundari en sèrie còmica | Modern Family | Guanyador |
| 2015 | Primetime Emmy al millor actor secundari en sèrie còmica | Modern Family | Nominat   |